# Coprosma serrulata
Coprosma serrulata là một loài thực vật có hoa trong họ Thiến thảo. Loài này được Hook.f. ex Buchanan mô tả khoa học đầu tiên năm 1871.